# あわら観光
あわら観光株式会社（あわらかんこう）は、福井県あわら市に本社を置くバス、タクシー事業者である。

## 沿革
- 1971年12月 - 金津タクシーとして設立。
- 2004年10月 - あわら観光株式会社に社名変更。
- 2016年12月 - 新社屋完成、本社・車庫移転

## 特記事項
- 2005年（平成17年）以降、あわら市コミュニティバス（2012年3月限り廃止）の運行業務を受託していた。

### KANAZAWARA号
あわら市が所有するマイクロバスにちはやふるのラッピングを施して金沢・あわら無料バス「KANAZAWARA号」が2015年（平成27年）9月19日より運行され、あわら観光が運行業務を受託していた。
1日1往復運行し、7月の一部と年末年始は運休していた。当初は毎日の運行で往路（あわら発）が午前出発、復路（金沢発）が午後出発であったが、2018年（平成30年）4月2日より平日のみの運行となり、往路復路ともに午後出発となった。前日までの電話予約が必要であったが、当日空席があれば予約なしでの利用もできた。
2019年（平成31年）3月29日の運行を最後に廃止された。
運行経路
あわら湯のまち駅（3番乗り場） - JR芦原温泉駅（西口ロータリー） - 小松空港（貸切バス乗降場） - JR金沢駅西口（団体バス乗降場）
- 途中、北陸自動車道金津IC - 安宅スマートIC間と小松IC - 金沢西IC間を走行した。
- あわら湯のまち駅 - JR芦原温泉駅間のみと小松空港 - JR金沢駅西口間のみの利用はできなかった（クローズドドアシステム）。

### あわらぐるっとバス
KANAZAWARA号で使用していたマイクロバスを再利用してあわら北部周遊バス「あわらぐるっとバス」が2019年（令和元年）8月3日より運行され、あわら観光が運行業務を受託していた。
土曜日・休日に1日5便（2.5往復）運行し、年末年始は運休していた。運賃は大人（中学生以上）が200円、小児（小学生）が100円であった。
2023年（令和5年）3月26日の運行を最後に廃止された。
運行経路
あわら湯のまち駅（3番乗り場） - きららの丘（JA花咲ふくいフルーツセンター前） - 北潟西（北潟郵便局南） - 北潟湖畔公園口（あわら北潟湖畔荘hanaゆらり） - 吉崎別院前駐車場（汀児童公園向かい側駐車場） - 細呂木元村 - 細呂木駅（「えきまえカフェらくーざ」市営駐車場） - 金津創作の森（美術館アートコア前） - トリムパークかなづ（第1駐車場） - JR芦原温泉駅（西口ロータリー）